# Ley de la Usura
La Ley de la Usura, también conocida como Ley Azcárate, es una ley del ordenamiento jurídico español, aprobada el 23 de julio de 1908, en la época de la Restauración borbónica. Su nombre oficial es Ley de 23 de julio de 1908 sobre nulidad de los contratos de préstamos usurarios. A pesar de su antigüedad, sigue vigente hoy en día.

## Contexto histórico
Entre 1874 y 1931 España se encontraba en la etapa conocida como la Restauración borbónica, con Alfonso XII, y posteriormente Alfonso XIII, como reyes. Este periodo se caracterizó por una cierta estabilidad institucional, la construcción de un modelo liberal del Estado surgidos al calor de la revolución industrial, hasta su progresiva decadencia con la dictadura de Primo de Rivera en 1923. La restauración se basó en los cuatro pilares de Cánovas del Castillo: Rey, Cortes, Constitución y turno. El turnismo facilitó el bipartidismo con dos grandes partidos: el Partido Conservador de Cánovas y el Partido Liberal de Sagasta. Estos partidos se fraccionaron a la muerte de sus líderes. El sistema fue oligárquico y centralista, y la Iglesia ganó poder económico, ideológico y social al declararse España como Estado católico.

## Aprobación
Gumersindo de Azcárate fue el impulsor de la Ley de la Usura en 1908. Azcárate era diputado por León en la legislatura 1907-1910 del Congreso de los Diputados. El 15 de junio de 1907 Azcárate presentó la Proposición de ley sobre nulidad de ciertos contratos de préstamos. Su tramitación fue laboriosa y estuvo en debate hasta julio de 1908. La comisión que dictaminó la iniciativa la presidía José Canalejas y la componían los diputados Miralles, Bellver, Roselló y el propio Azcárate. Finalmente fue aprobada el 23 de julio de 1908.

## Ley
La idea fundamental de la Ley de la Usura era evitar las condiciones leoninas que los usureros imponían, y lograr una mayor protección del usuario. Entre sus elementos básicos, el artículo 1º establece que «Será nulo todo contrato de préstamo en que se estipule un interés notablemente superior al normal del dinero y manifiestamente desproporcionado con las circunstancias del caso o en condiciones tales que resulte aquel leonino, habiendo motivos para estimar que ha sido aceptado por el prestatario a causa de su situación angustiosa, de su inexperiencia o de lo limitado de sus facultades mentales». El Tribunal Supremo de 1908 entendía que cualquier acción de nulidad no era pública y solo esta al favor del contratante perjudicado. En 1995, durante el gobierno del PSOE, la usura fue sacada del Código Penal, lo que implicó el hecho de que ejercerla no conllevara una condena penal. Al pasar a ser un proceso civil, el ejercicio de la usura conllevaría la devolución del dinero ilegítimamente obtenido con los intereses, junto con el pago de una multa.
En 2000, los artículos 2, 8, 12 y 13 de la Ley de la Usura quedaron derogados por la Ley 1/2000, de 7 de enero, de Enjuiciamiento Civil.

## Casos
En 2015 el Tribunal Supremo anuló un préstamo al 24% de interés por considerarlo usurario, al ser más del doble del interés medio ordinario en operaciones de consumo de la época. Esta sentencia desencadenó una ola de miles de demandas para reclamar los intereses abusivos de las tarjetas revolving.
En su sentencia 367/2022, de 4 de mayo, el alto Tribunal aclara también los criterios para determinar si su precio es usurario o no. Considerando que su interés no es usuario por estar en la media de este tipo de contratos de préstamo.

## Limitaciones en la Unión Europea
A nivel comunitario no existe todavía una norma que armonice esta materia, aunque actualmente el Borrador de Propuesta de Directiva de Crédito al Consumo reconoce que “La fijación de límites máximos a los tipos de interés, a las tasas anuales equivalentes o al coste total del crédito para el consumidor es una práctica habitual en varios Estados miembros” y en el artículo 31 apartado 1 invita a que los Estados fijen límites máximos a “uno o varios de los siguientes elementos”: a) el TIN, b) la TAE, c) el coste total del crédito para el consumidor.
Varios Estados miembros de la Unión Europea sí establecen límites a los tipos de interés, especialmente en el ámbito de consumo.
La mayoría de las leyes permiten aplicar un margen de entre el 25% y el 40% con respecto al tipo medio de mercado del producto de financiación de que se trate. En algunos casos, puede ser incluso mayor.
Estos márgenes son más amplios que los que están aplicando algunos de los juzgados en España, donde no existe una referencia específica, aunque algunos Juzgados han empezado a fijarse en las reglas que se aplican en Francia, que es la regla del tercio, permitiendo un margen de hasta un 33,33% con respecto al interés medio de mercado del producto de financiación de que se trate (pago aplazado, revolving, consumo, vehículos, etc.).
Portugal permite aplicar un margen de hasta un 25% adicional del interés medio de mercado. Francia hasta un 30% adicional. Dinamarca hasta un 35%. Suecia hasta un 40%. Alemania aplica dos criterios; el primero es que no sobrepase el doble del interés medio de mercado (supra duplum) pero si el interés medio de mercado es superior al 12% entonces no puede superar más de 12 puntos el interés medio de mercado (Ejemplo: si el interés medio de mercado de un producto fuese 15%, entonces no podría superarse el 27%).
Italia, permite aplicar un margen de hasta un 25% adicional al interés medio de mercado del producto de financiación en cuestión, más cuatro puntos adicionales, siempre y cuando dicha suma no supere en 8 puntos porcentuales el interés medio de mercado.